# Sales de Llierca
Sales de Llierca is een gemeente in de Spaanse provincie Girona in de regio Catalonië met een oppervlakte van 36 km². Sales de Llierca telt 137 inwoners (1 januari 2016).

## Demografische ontwikkeling
Bron: INE, 1857-2011: volkstellingen